# Bulweria bulwerii
Il petrello di Bulwer (Bulweria bulwerii Jardine e Selby, 1828) è un uccello marino della famiglia dei Procellariidi ampiamente diffuso negli oceani tropicali di tutto il mondo.

## Descrizione

### Dimensioni
Misura 26-29 cm di lunghezza, per un peso di 75-139 g; l'apertura alare è di 63-73 cm.

### Aspetto
Il petrello di Bulwer è una specie di piccole dimensioni, caratterizzata da un piumaggio interamente nero con lunghe ali slanciate e una coda relativamente appuntita. Quando si sposta, vola a bassa altezza sul mare, radendo le onde. Negli adulti, le parti superiori variano dal nero-marrone fuligginoso al marrone, con una testa talvolta più scura, un mento leggermente più chiaro e delle fasce chiare sulle grandi e le medie copritrici alari che formano una linea chiara ben visibile sulla superficie superiore dell'ala, ma a malapena distinguibile quando il piumaggio è usurato. Il becco è nero, corto e relativamente largo, sormontato da narici tubulari che, come nella maggior parte dei Procellariidi, consentono di espellere il sale dall'acqua di mare ingerita. Gli occhi sono marrone scuro. Le zampe e i piedi palmati sono di colore grigio rosato, talvolta con le estremità delle dita più scure. Il maschio e la femmina sono identici. I giovani sono abbastanza simili agli adulti, ma le loro copritrici secondarie sulla superficie inferiore delle ali sono bordate di grigio-argento, formando una fascia chiara distinta. Quando vola, questo uccello tiene la testa leggermente sollevata, alla maniera dei piccioni.

### Voce
Secondo alcuni specialisti, il petrello di Bulwer avrebbe un repertorio costituito da 2 o 3 tipi di grido. Il primo, chiamato anche «grido ripetuto», è una serie di woof riprodotti al ritmo di una nota al secondo che possono durare anche diversi minuti. Il duetto o «doppia nota» viene emesso da terra, mai in volo, e viene emesso a una velocità maggiore dalle femmine rispetto ai maschi. Secondo alcuni autori, non vi sarebbe nessun tipo di dimorfismo sessuale nelle vocalizzazioni.

## Biologia

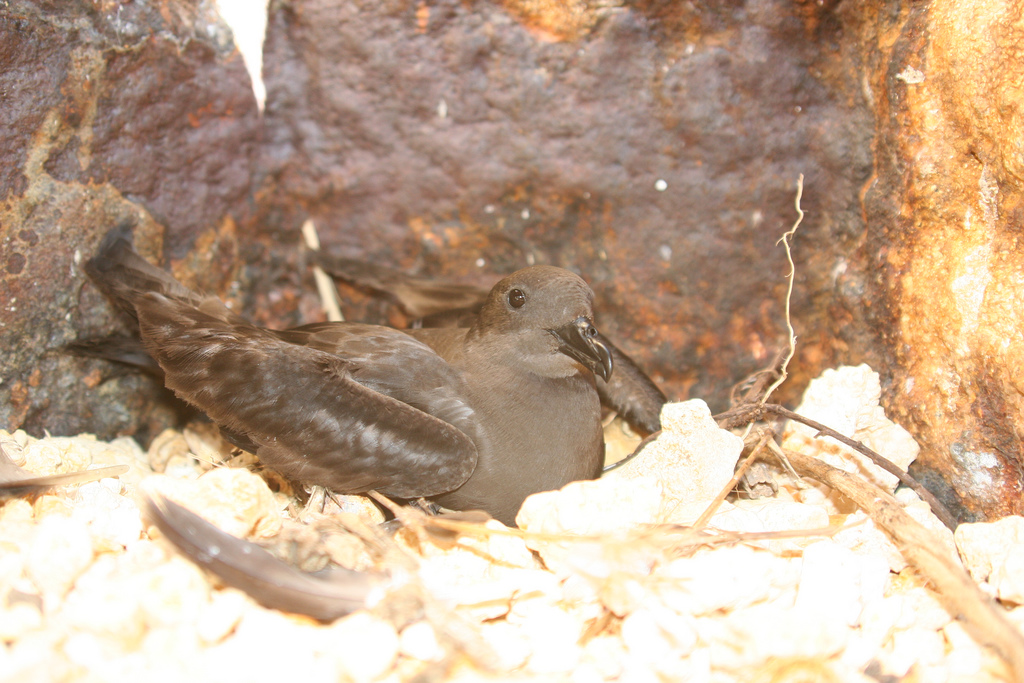
Esemplare nel nido a Tern Island.

Il petrello di Bulwer è assente dalla sua area di nidificazione tra la fine di settembre e il mese di marzo. Dopo la stagione riproduttiva, questi uccelli si disperdono in alto mare; nell'Atlantico, è possibile incontrarli dalla Mauritania fino al golfo di Guinea. Alcuni esemplari erratici si spingono a nord fino alla Spagna, alla Gran Bretagna e all'Irlanda. In condizioni atmosferiche moderate, i petrelli di Bulwer volano a zig-zag, ad un'altezza molto bassa sopra le onde. In questo caso, alternano brevi periodi di planata a qualche battito d'ala. Durante i periodi di tempesta o quando il vento è molto forte, planano di più e battono le ali meno frequentemente. Il monitoraggio satellitare ha dimostrato che gli uccelli delle Canarie che viaggiano verso sud percorrono più di 1200 km in quattro giorni, un periodo di tempo significativamente inferiore rispetto a quello che occorre alle berte grigie per effettuare lo stesso percorso.

### Alimentazione
Il petrello di Bulwer si nutre principalmente di piccoli pesci e calamari, nonché, con una percentuale inferiore, di crostacei e di alobati. Alle Hawaii, non è noto con esattezza se questi insetti vengano catturati deliberatamente o accidentalmente. Presso gli esemplari presenti nelle acque di queste isole il regime alimentare è risultato essere costituito per il 71% da pesci, il 22% da calamari, il 4% da crostacei e il 3% da altro. Per gli esemplari che vivono in altre località le informazioni sono più scarse: alle Azzorre, la dieta è quasi simile e la cattura delle prede viene effettuata dopo un'immersione che va da 2 a 4 metri di profondità.

### Riproduzione

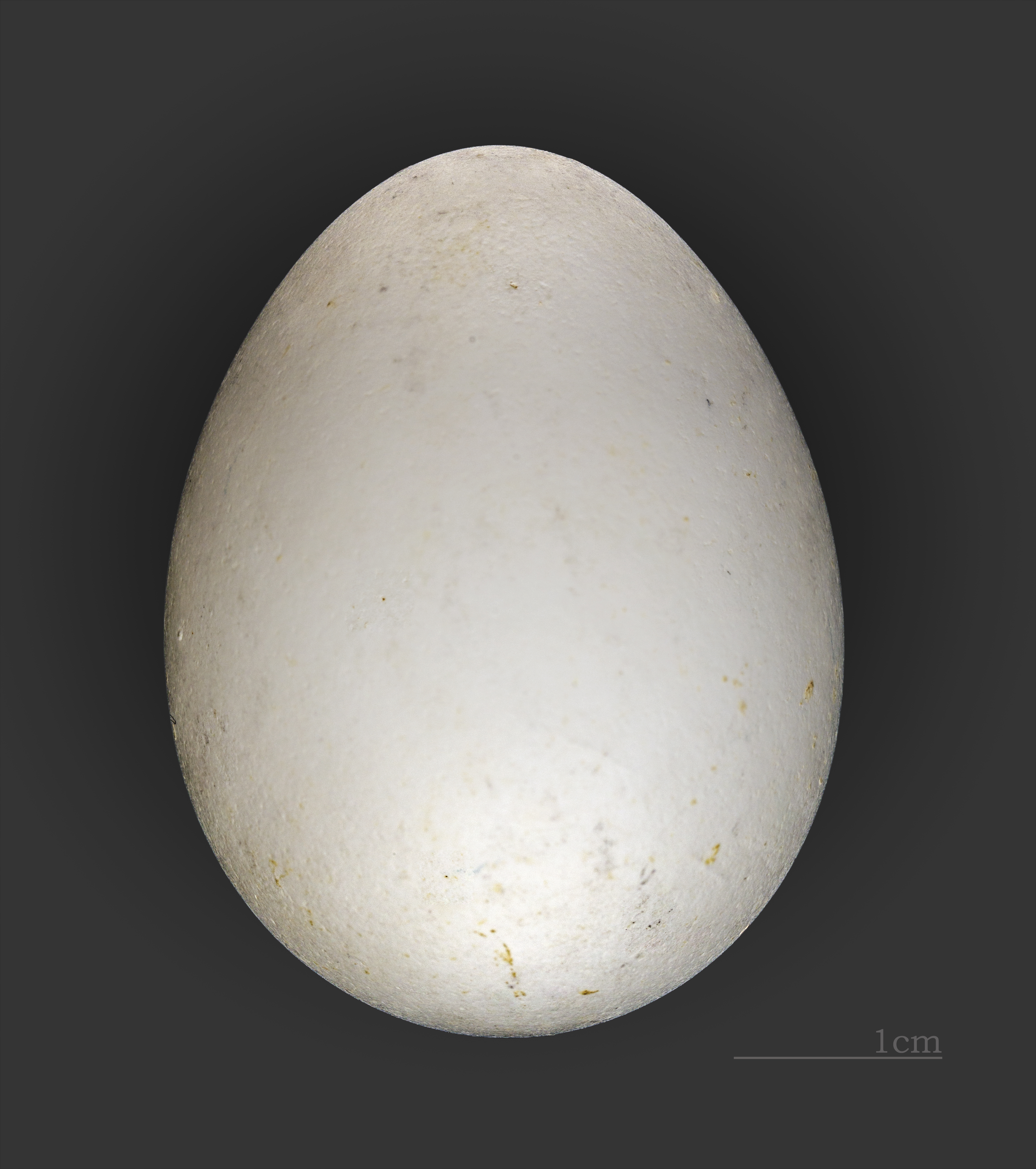
Uovo di petrello di Bulwer (coll. MHNT).

Nella maggior parte dei siti, la riproduzione ha inizio nel mese di aprile e nel mese di maggio. Il maschio e la femmina trascorrono un periodo di «esodo» in alto mare della durata di circa 28 giorni, prima di procedere alla deposizione. Il picco massimo della deposizione viene raggiunto alla fine di maggio e durante il mese di giugno. Tuttavia, le colonie di Capo Verde arrivano ai siti di nidificazione già entro la fine di dicembre. Per quanto riguarda le altre regioni, l'insediamento nelle colonie ha luogo in agosto alle Marchesi, in dicembre nell'oceano Indiano e in settembre in Giappone. A Round Island, la riproduzione può avere luogo in ogni mese dell'anno. Fino al 22% degli adulti è in grado di saltare un anno di riproduzione se le risorse alimentari non sono sufficienti. Il petrello di Bulwer è monogamo e stabilisce legami coniugali di lunga durata. Tuttavia, a Madeira, la fedeltà al sito di nidificazione e al partner non è così elevata come quella di altri Procellariidi e ne consegue che tale caratteristica non è così importante per il successo della nidiata. I petrelli di Bulwer sono uccelli coloniali e si associano spesso ad altre specie di uccelli marini come gli uccelli delle tempeste di Castro, le berte maggiori atlantiche (Calonectris borealis) e le berte minori fosche (Puffinus assimilis). Questi uccelli nidificano in tane che a volte sono state abbandonate dagli uccelli delle tempeste, dentro crepacci o fessure o sotto detriti vegetali. Alle Azzorre, le tane hanno una profondità di 36 cm e sono situate a 0,9 metri di distanza tra loro. La covata è costituita da un unico uovo bianco che pesa in media 22 grammi. Alle Marchesi, l'uovo è di dimensioni più modeste e viene covato per 44 o 45 giorni. Alla nascita, i pulcini presentano un piumino color grigio fumo o grigio-marrone e prendono il volo nel giro di 60 giorni, quando pesano tra 90 e 110 g. Raggiungono il peso massimo a 59 giorni. Il successo della riproduzione varia dal 63 al 97%, ma sale quando la coppia ha maggiore esperienza.

## Distribuzione e habitat
Nell'oceano Atlantico orientale, il petrello di Bulwer nidifica dalle Azzorre fino all'arcipelago di Capo Verde. Nell'oceano Pacifico, si riproduce dalla Cina orientale e dalle isole Bonin, in direzione est, fino all'arcipelago delle Hawaii, alle isole della Fenice e alle isole Marchesi. Di recente si sono insediate nuove colonie a Round Island, al largo di Mauritius, nell'oceano Indiano. Al di fuori della stagione di nidificazione, questo uccello si disperde nelle acque tropicali e subtropicali di tutti gli oceani.
Il petrello di Bulwer è una specie marina prevalentemente pelagica. Trascorre gran parte dell'anno a grande distanza dalle coste e dal continente, tranne quando si raduna in colonie per riprodursi. In questo periodo, si insedia in piccole isole dove occupa una grande varietà di habitat sterili costituiti da falesie, da blocchi di pietra e ghiaioni o, talvolta, da spiagge sabbiose.

## Conservazione
Secondo Handbook of the Birds of the World, questa specie non è minacciata a livello globale: a Madeira nidificano tra le 8 e le 18.000 coppie. Non lontano da lì, è possibile trovare un migliaio di coppie alle Canarie e alcune centinaia di famiglie nelle isole di Capo Verde. Alcune decine di uccelli hanno iniziato a nidificare recentemente vicino a Mauritius. Più di 412.000 esemplari si riproducono a Nihoa, nell'arcipelago delle Hawaii. Alle Canarie, questi uccelli entrano in competizione con i grandi pescherecci e vengono predati in gran numero dai barbagianni comuni. Il loro nemico più temuto è, tuttavia, il gabbiano reale. I petrelli di Bulwer sono una specie protetta in Europa.